# Hockey Canada
Hockey Canada (früher Canadian Hockey Association) ist der Dachverband des kanadischen Eishockeys und Mitglied der Internationalen Eishockey-Föderation IIHF.
Die moderne Organisation, die ihren Hauptsitz in Calgary sowie eine Zweigstelle in Ottawa besitzt, wurde mit dem Zusammenschluss der damaligen Canadian Hockey Association und der Canadian Amateur Hockey Association im Juli 1994 gegründet. Umgangssprachlich wird der Verband vielerorts immer noch Canadian Hockey Association genannt, auch weil er unter diesem Namen offiziell eingetragen ist.
Neben der Organisation verschiedener professioneller und nicht-professioneller Eishockeyligen im Land gehört vor allem die Leitung der kanadischen Eishockeynationalmannschaften zu den Aufgaben des Verbandes.

## Geschichte
Auf Beschluss der kanadischen Regierung wurde im Jahr 1968 die Canadian Hockey Association gegründet, um alle Tätigkeiten rund um das Eishockey in Kanada zu überblicken. Dies beinhaltete sowohl den Profi- als auch den Amateurbereich sowie den Universitätssport. Des Weiteren übernahm der Verband die Organisation der kanadischen Eishockeynationalmannschaften bei internationalen Turnieren, wie der Weltmeisterschaft oder den Olympischen Winterspielen. Die Organisation der heimischen Ligen unterlag jedoch der 1914 gegründeten Canadian Amateur Hockey Association, die vor allem den Allan Cup sanktionierte.
Im Juli 1994 wurde die Canadian Amateur Hockey Association schließlich in die Canadian Hockey Association, die seitdem als Hockey Canada firmiert, aufgenommen.

## Zusammensetzung
Hockey Canada setzt sich wiederum aus vielen einzelnen, regionalen Verbänden zusammen:
- British Columbia Amateur Hockey Association
- Hockey Alberta
- Hockey Manitoba
- Hockey New Brunswick
- Hockey Northwestern Ontario
- Hockey Nova Scotia
- Hockey Québec
- Hockey Newfoundland and Labrador
- Hockey North (Territorien)
- Ontario Hockey Federation
- Ottawa District Hockey Association
- Hockey PEI (Prince Edward Island)
- Saskatchewan Hockey Association

### Ausgetretene Ligen
Im Laufe der Jahre entwickelte Hockey Canada ein neues Modell für Minor Leagues und Juniorenligen, das unter dem Namen Canadian Development Model bekannt wurde. Infolge der Einführung dieses nicht unumstrittenen Programms traten zwei Ligen aus dem Verband aus und organisieren sich seitdem unter dem Namen National Junior Hockey Alliance selbst. Um ein solches Vorgehen zu unterbinden, verstärkte der nationale Verband daraufhin seine Richtlinien so stark, dass heute kein Spieler oder Offizieller der NJHL in einem von Hockey Canada sanktionierten Wettbewerb teilnehmen darf. Spieler, die den Verband verlassen, werden zudem mit einem Jahr Sperre bestraft.